# Équipe NFL de la décennie 1950
L' Équipe NFL de la décennie 1950 est l'équipe type composée des meilleurs joueurs à leur poste dans la National Football League durant les années 1950. Cette équipe a été désignée par les votants du Pro Football Hall of Fame de la NFL. La sélection est constituée des meilleurs joueurs en attaque, défense et équipes spéciales.
| Position         | Joueur                                                | Équipe(s) NFL                                           |
| ---------------- | ----------------------------------------------------- | ------------------------------------------------------- |
| Quarterback      | Otto Graham Norm Van Brocklin Bobby Layne             | Browns LA Rams, Eagles Lions, Steelers                  |
| Running back     | Frank Gifford Ollie Matson Hugh McElhenny Lenny Moore | Giants Chicago Cardinals, LA Rams 49ers Baltimore Colts |
| Fullback         | Alan Ameche Joe Perry                                 | Baltimore Colts 49ers, Baltimore Colts                  |
| Wide receiver    | Raymond Berry Tom Fears Elroy Hirsch Bobby Walston    | Baltimore Colts LA Rams Eagles                          |
| Offensive tackle | Roosevelt Brown Bob St. Clair                         | Giants 49ers                                            |
| Offensive guard  | Dick Barwegan Jim Parker Dick Stanfel                 | Bears, Baltimore Colts Lions, Redskins                  |
| Centre           | Chuck Bednarik                                        | Eagles                                                  |

| Position         | Joueur                                         | Équipe(s) NFL                                              |
| ---------------- | ---------------------------------------------- | ---------------------------------------------------------- |
| Defensive end    | Len Ford Gino Marchetti                        | Browns, Packers Dallas Texans, Baltimore Colts             |
| Defensive tackle | Art Donovan Leo Nomellini Ernie Stautner       | NY Bulldogs, Dallas Texans, Baltimore Colts 49ers Steelers |
| Linebacker       | Joe Fortunato Bill George Sam Huff Joe Schmidt | Bears Giants Lions                                         |
| Cornerback       | Dick "Night Train" Lane Jack Butler            | LA Rams, Chicago Cardinals, Lions Steelers                 |
| Safety           | Jack Christiansen Yale Lary Emlen Tunnell      | Lions Giants, Packers                                      |

## Équipes spéciales
| Position | Joueur    | Équipe(s) NFL |
| -------- | --------- | ------------- |
| Kicker   | Lou Groza | Browns        |